# ワイアット・ラングフォード
ワイアット・マイケル・ラングフォード（Wyatt Michael Langford, 2001年11月15日 - ）は、アメリカ合衆国フロリダ州ゲインズビル出身の野球選手（外野手）。右投右打。MLBのテキサス・レンジャーズ所属。

## 経歴

### プロ入り前
フロリダ大学2年目の2022年には66試合に出場して打率.356、26本塁打、63打点の成績を記録し、オールSECファーストチーム、オールアメリカンセカンドチームなどに選出された。また、同年開催されたハーレムベースボールウィークのアメリカ合衆国代表にも選出された。

### プロ入りとレンジャーズ時代
2023年のMLBドラフト1巡目（全体4位）でテキサス・レンジャーズから指名されプロ入り。契約後は7月28日にルーキー級アリゾナ・コンプレックスリーグのACLレンジャーズでプロデビュー。8月2日にはA+級ヒッコリー・クロウダッズ、9月4日にはAA級フリスコ・ラフライダーズと破格のスピードで昇格し、シーズン最終盤の9月19日にはAAA級ラウンドロック・エクスプレスにまで到達。この年はマイナー4球団合計で44試合に出場し、打率.360、10本塁打、30打点、10盗塁、OPS1.157と驚異的な成績を記録した。
2024年はレンジャーズのスプリングトレーニングに参加。ここでも結果を残し、プロ入り2年目にして開幕ロースター入りを果たした。3月28日のシカゴ・カブス戦で「5番・指名打者」で先発出場しメジャーデビュー。この年は右ハムストリング痛による約1カ月の離脱がありながらも134試合に出場して、打率.253、16本塁打、74打点、19盗塁、OPS.740を記録し、サイクル安打も達成したが、新人王のファイナリスト入りは逃した。

## 詳細情報

### 年度別打撃成績
| 年 度    | 球 団    | 試 合 | 打 席 | 打 数 | 得 点 | 安 打 | 二 塁 打 | 三 塁 打 | 本 塁 打 | 塁 打 | 打 点 | 盗 塁 | 盗 塁 死 | 犠 打 | 犠 飛 | 四 球 | 敬 遠 | 死 球 | 三 振 | 併 殺 打 | 打 率 | 出 塁 率 | 長 打 率 | O P S |
| -------- | -------- | ----- | ----- | ----- | ----- | ----- | -------- | -------- | -------- | ----- | ----- | ----- | -------- | ----- | ----- | ----- | ----- | ----- | ----- | -------- | ----- | -------- | -------- | ----- |
| 2024     | TEX      | 134   | 557   | 499   | 74    | 126   | 25       | 4        | 16       | 207   | 74    | 19    | 3        | 0     | 3     | 51    | 3     | 4     | 115   | 6        | .253  | .325     | .415     | .740  |
| MLB：1年 | MLB：1年 | 134   | 557   | 499   | 74    | 126   | 25       | 4        | 16       | 207   | 74    | 19    | 3        | 0     | 3     | 51    | 3     | 4     | 115   | 6        | .253  | .325     | .415     | .740  |

- 2024年度シーズン終了時

### 年度別守備成績
| 年 度 | 球 団 | 中堅（CF） | 中堅（CF） | 中堅（CF） | 中堅（CF） | 中堅（CF） | 中堅（CF） | 左翼（LF） | 左翼（LF） | 左翼（LF） | 左翼（LF） | 左翼（LF） | 左翼（LF） |
| 年 度 | 球 団 | 試 合      | 刺 殺      | 補 殺      | 失 策      | 併 殺      | 守 備 率   | 試 合      | 刺 殺      | 補 殺      | 失 策      | 併 殺      | 守 備 率   |
| ----- | ----- | ---------- | ---------- | ---------- | ---------- | ---------- | ---------- | ---------- | ---------- | ---------- | ---------- | ---------- | ---------- |
| 2024  | TEX   | 15         | 27         | 0          | 0          | 0          | 1.000      | 105        | 181        | 8          | 2          | 1          | .990       |
| 通算  | 通算  | 15         | 27         | 0          | 0          | 0          | 1.000      | 105        | 181        | 8          | 2          | 1          | .990       |

- 2024年度シーズン終了時

### 表彰
- ルーキー・オブ・ザ・マンス：2回（2024年6月・9月）

### 記録
- サイクル安打：1回（2024年6月30日）

### 背番号
- 36（2024年 - ）

### 代表歴
- 2022 ハーレムベースボールウィーク アメリカ合衆国代表